# Berezivka
Berezivka (ukrainsk: Березі́вка, ukrainsk udtale: [be.reˈz⁽ʲ⁾iu̯. kɐ]; rumænsk: Berezovca) er en by og administrativt centrum i Berezivka rajon i Odessa oblast, Ukraine. I 2001 var indbyggertallet 9.481. 
Byen har 9.845 (2017) indbyggere.
Berezivka ligger ved sammenløbet af floderne Tylihul og Tartakaj (Тартакай)  ca. 83 km nord for oblastens centrum Odessa.